# Sobór Narodzenia Matki Bożej w Sarajewie
Sobór Narodzenia Najświętszej Marii Panny – katedra prawosławna należąca do Serbskiego Kościoła Prawosławnego.
Sobór jest największą cerkwią Sarajewa i jedną z największych na Bałkanach. Został wzniesiony w stylu neobarokowym według projektu Andrei Damjanowa i ma kształt trójnawowej bazyliki z pięcioma kopułami. Budowę ukończono w 1874, a w 1898 w sąsiedztwie świątyni wzniesiono pałac metropolitalny.